# Sneeuwkapmanakin
De sneeuwkapmanakin (Lepidothrix nattereri; synoniem: Pipra nattereri) is een zangvogel uit de familie Pipridae (manakins). Deze vogel is genoemd naar zijn ontdekker, de Oostenrijkse ornitholoog Johann Natterer (1787-1843).

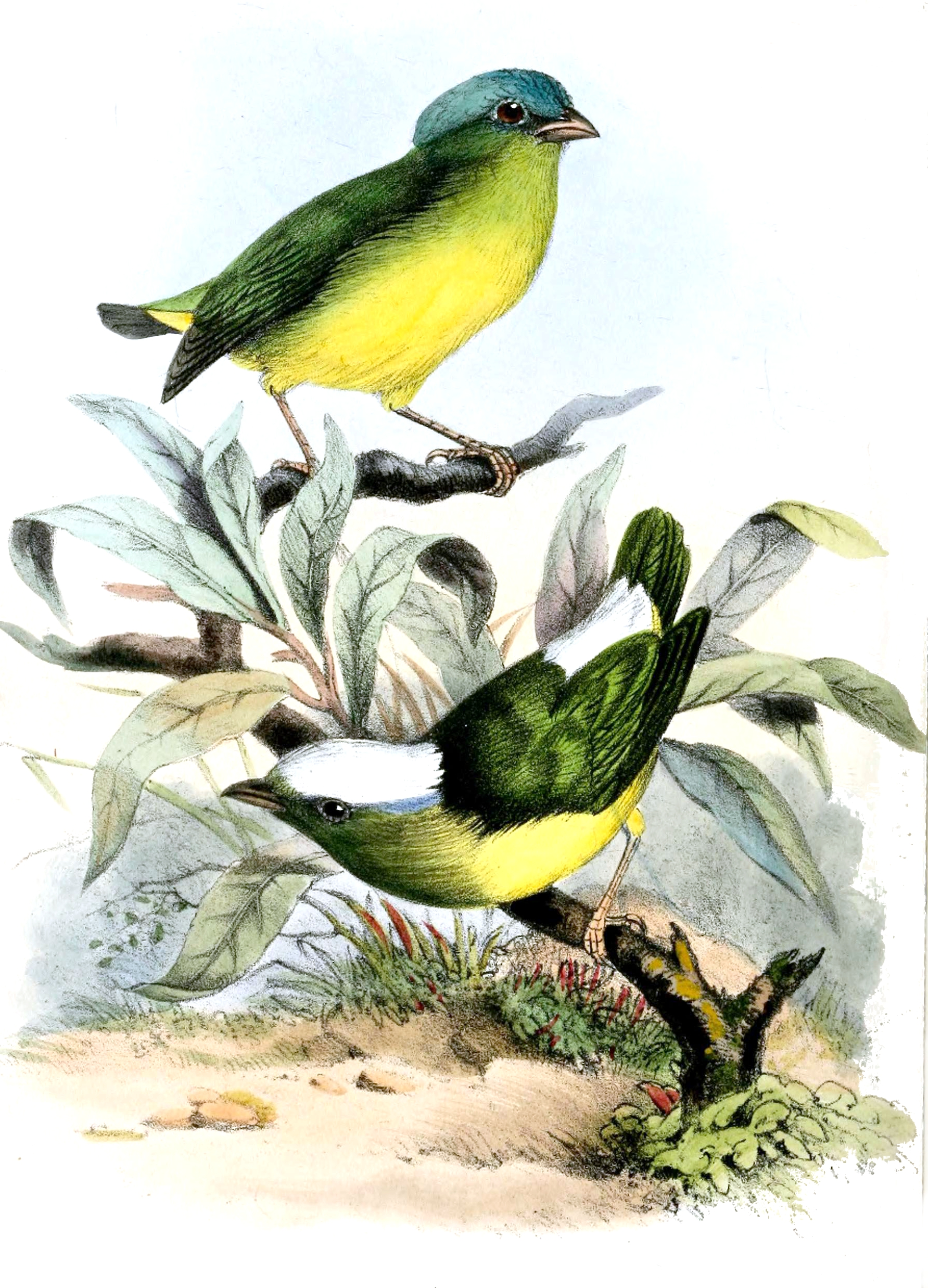

## Verspreiding en leefgebied
Deze soort komt voor in het het zuidelijk-centrale deel van het Amazonebekken.

## Status
De grootte van de populatie is niet gekwantificeerd maar de soort wordt omschreven als vrij algemeen. Op de Rode lijst van de IUCN heeft deze soort de status niet bedreigd.